# وادي الأسيوطي
وادي الاسيوطي هو أحد الاودية الجافة في الصحراء الشرقية في مصر يقع في الجزء الغربي من وسط الصحراء الشرقية .ينبع في خط تقسيم المياه بين نهر النيل و وادي قنا على ارتفاع 700 متر و يصب جنوب مدينة أسيوط بحوالي عشرة كيلومترات بطول يبلغ من المنبع إلى المصب حوالي 124 كيلومتر ومساحة حوض تبلغ 6125 كم مربع تغذية روافد عدة منها وادي أتلة الميت و وادي الفرتله و وادي حبيب 
وتوجد عند مصبه مجموعة من محاجر الرخام و الالبستر مكونة في شكل كتلة بيضاء دفينة وسط صخور الحجر الجيري الأيوسيني